# Лихтенштайн (замок в Германии)
Замок Лихтенштайн (нем. Schloss Lichtenstein от Lichten «светлый» + Stein «камень») — «сказочный замок» XIX века в местечке Хонау, в коммуне Лихтенштайн в Баден-Вюртемберге, построенный на фундаменте замка 1390 года в неоготическом стиле. Современный замок был вдохновлён романом «Лихтенштайн» (1826) Вильгельма Гауфа.

## Описание
Замок расположен на высоте 817 м. К юго-востоку от замка расположены руины средневековой крепости (Старый Лихтенштайн, построенный в 1150—1200 гг.), разрушенной в конце XIV века и не восстановленной. Нынешний замок был построен в 1840—1842 гг. в соответствии с представлениями XIX века о средневековой крепости.
Исторически на этом месте располагался замок ещё с 1200-х гг. Он был дважды разрушен в 1311 и 1381 гг. Замок не восстанавливали и постепенно он превратился в руины.
В 1802 году земля перешла во владение короля Фридриха I Вюртембергского, который построил там охотничий домик. К 1837 году земля перешла его племяннику герцогу Вильгельму Урахскому, графу Вюртембергскому, который, вдохновившись романом Вильгельма Гауфа «Лихтенштайн», построил нынешний замок в 1840-42 гг. Романтический неоготический дизайн замка был выполнен архитектором Карлом Александром Хайделоффом.
Сегодня замок все ещё принадлежит герцогам Урахским, но открыт для посетителей. В замке расположилась большая коллекция исторического оружия и доспехов.

## Галерея

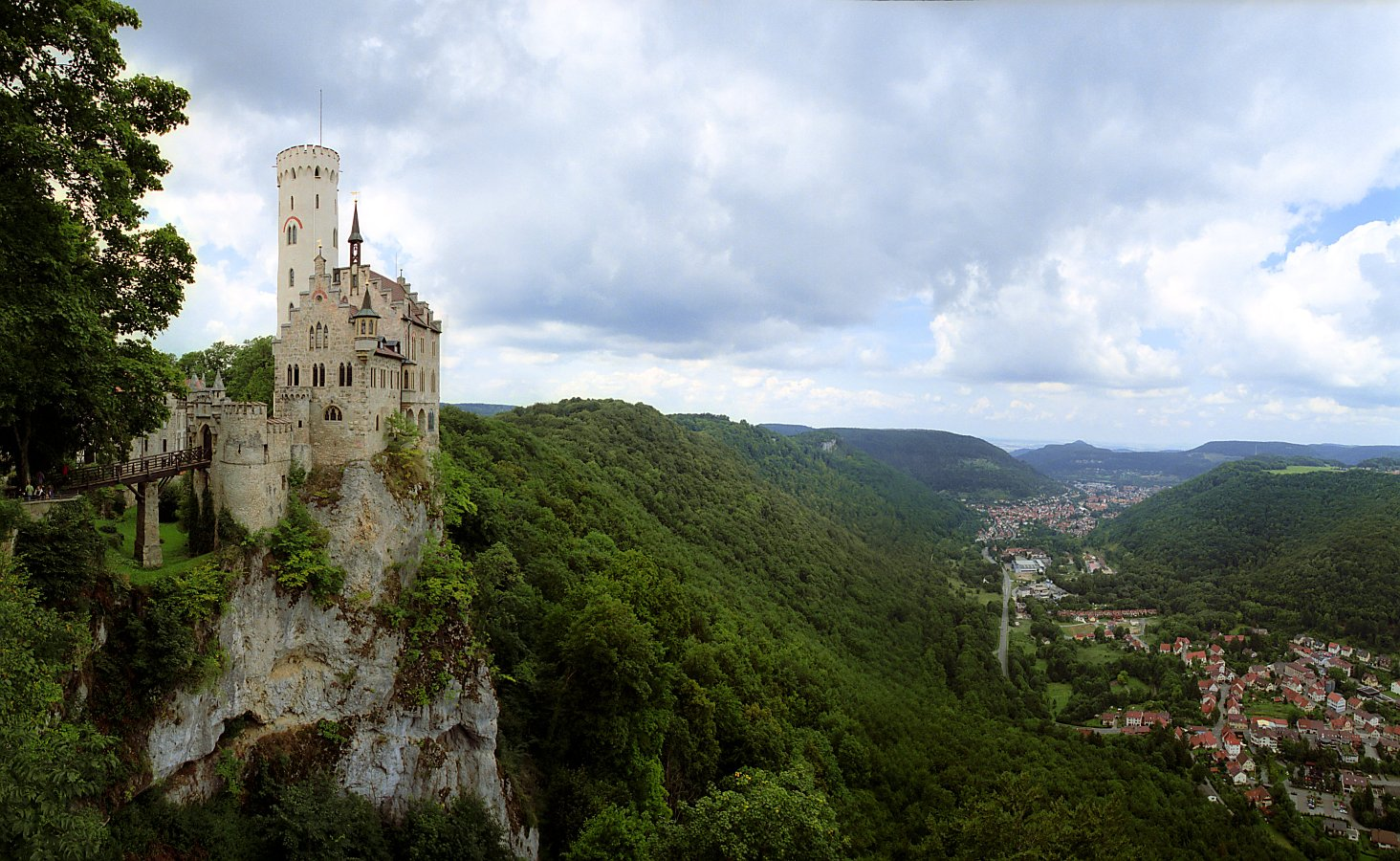
Замок на фоне долины
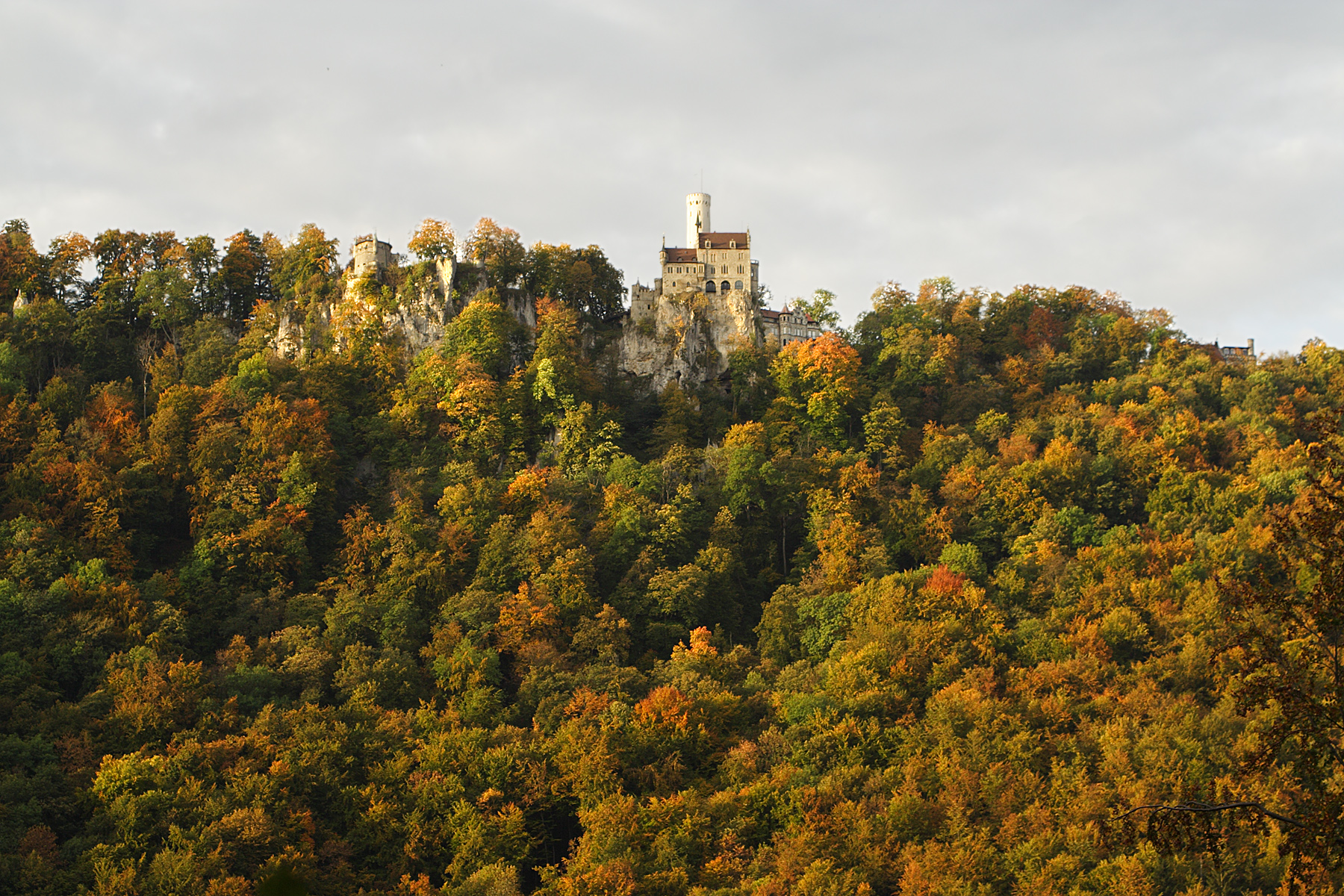
Вид с другой стороны
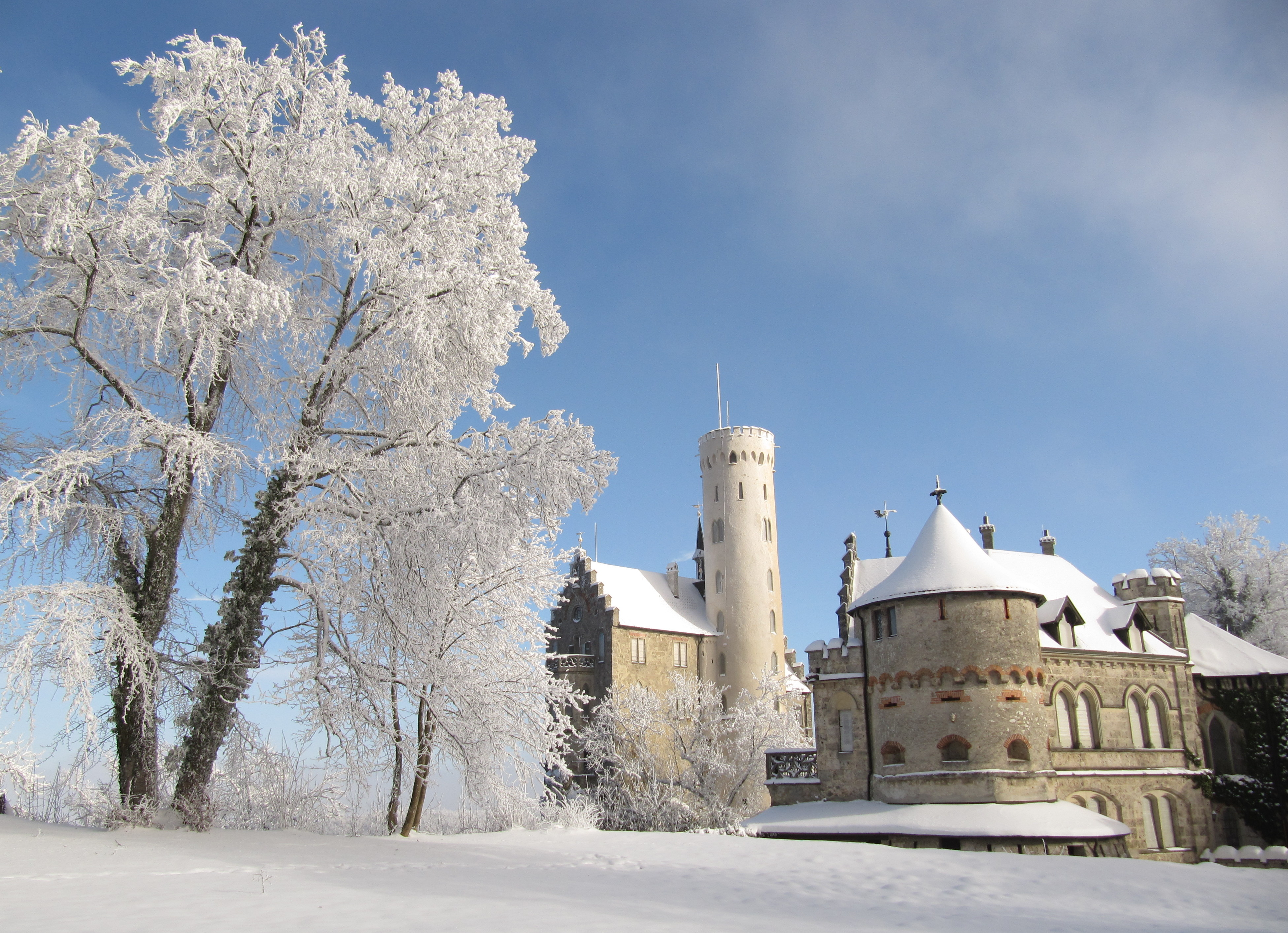
Зимой